# Maunujärvi (sjö i Finland)
Maunujärvi är en sjö i Finland. Den ligger i kommunen Ranua i landskapet Lappland, i den norra delen av landet, 600 km norr om huvudstaden Helsingfors. Maunujärvi ligger 149,7 meter över havet. Den ligger vid sjön Rekijärvi. Arean är 28,9 hektar och strandlinjen är 2,74 kilometer lång. Sjön  ingår i Ijo älvs huvudavrinningsområde. 